# Family Circle Cup 2012
Volvo Car Open 2012 - жіночий тенісний турнір, що проходив на відкритих кортах з ґрунтовим покриттям. Це був 40-й за ліком турнір. Належав до категорії Premier в рамках Туру WTA 2012. відбувся в Family Circle Tennis Center на Daniel Island у Чарлстоні (США). Тривав з 31 березня до 8 квітня 2012 року. Сукупний призовий форм турніру становив 749 160 доларів США.

## Учасниці основної сітки в одиночному розряді

### Сіяні учасниці
| Країна        | Гравчиня                | Рейтинг1 | Сіяна |
| ------------- | ----------------------- | -------- | ----- |
| Польща        | Агнешка Радванська      | 4        | 1     |
| Австралія     | Саманта Стосур          | 5        | 2     |
| Франція       | Маріон Бартолі          | 7        | 3     |
| Росія         | Віра Звонарьова         | 9        | 4     |
| США           | Серена Вільямс          | 11       | 5     |
| Німеччина     | Сабіне Лісіцкі          | 13       | 6     |
| Сербія        | Єлена Янкович           | 15       | 7     |
| Росія         | Анастасія Павлюченкова  | 21       | 8     |
| Чехія         | Луціє Шафарова          | 25       | 9     |
| Іспанія       | Анабель Медіна Гаррігес | 27       | 10    |
| США           | Крістіна Макгейл        | 32       | 11    |
| Бельгія       | Яніна Вікмаєр           | 33       | 12    |
| Росія         | Надія Петрова           | 35       | 13    |
| Словенія      | Полона Герцог           | 38       | 14    |
| ПАР           | Шанелль Схеперс         | 42       | 15    |
| Австралія     | Ярміла Ґайдошова        | 45       | 16    |
| Нова Зеландія | Марина Еракович         | 49       | 17    |

- 1 Рейтинг подано станом на 19 березня 2012

### Інші учасниці
Нижче наведено учасниць, які отримали вайлд-кард на участь в основній сітці:
- Ірина Фалконі
- Джеймі Гемптон
- Анастасія Павлюченкова
- Вінус Вільямс

Нижче наведено гравчинь, які пробились в основну сітку через стадію кваліфікації:
- Акгуль Аманмурадова
- Івета Бенешова
- Джилл Крейбас
- Мелінда Цінк
- Маріана Дуке-Маріно
- Каміла Джорджі
- Мір'яна Лучич-Бароні
- Паула Ормаечеа
- Мелані Уден
- Кароліна Плішкова
- Ярослава Шведова
- Стефані Фегеле

Такі тенісистки потрапили в основну сітку як щасливі лузери:
- Чжань Юнжань
- Андреа Главачкова

### Відмовились від участі
- Ірина-Камелія Бегу (травма правого ліктя)
- Юлія Гергес (хвороба)
- Чжен Цзє (травма поперекового відділу хребта)
- Моріта Аюмі
- Агнешка Радванська (травма спини)
- Пен Шуай (травма правого плеча)

### Знялись
- Єлена Докич
- Сабіне Лісіцкі (травма лівої щиколотки)

## Учасниці основної сітки в парному розряді

### Сіяні пари
| Країна | Гравчиня          | Країна   | Гравчиня           | Рейтинг1 | Сіяна |
| ------ | ----------------- | -------- | ------------------ | -------- | ----- |
| США    | Лізель Губер      | США      | Ліза Реймонд       | 3        | 1     |
| Чехія  | Квета Пешке       | Словенія | Катарина Среботнік | 7        | 2     |
| Індія  | Саня Мірза        | Росія    | Олена Весніна      | 15       | 3     |
| Чехія  | Андреа Главачкова | Чехія    | Луціє Градецька    | 19       | 4     |

- 1 Рейтинг подано станом на 19 березня 2012

### Інші учасниці
Нижче наведено пари, які отримали вайлдкард на участь в основній сітці:
- Emily J. Harman /  Сімон Келгорн
- Анастасія Павлюченкова /  Луціє Шафарова

## Переможниці та фіналістки

### Одиночний розряд
- Серена Вільямс —  Луціє Шафарова 6–0, 6–1.
  - Для Серени це був 4-й титул на ґрунті за сезон і 40-й — за кар'єру.

### Парний розряд
- Анастасія Павлюченкова /  Луціє Шафарова —  Анабель Медіна Гаррігес /  Ярослава Шведова, 5–7, 6–4, [10–6]